# Ţ
Ţ, ţ は、Tにセディーユを付した文字である。
ルーマニア語では T cu sedilă と呼ばれ、コンマビロー付きのT「Ț」の代用として用いられることがある。

## 各言語における用法
- リヴォニア語

無声硬口蓋破裂音(IPA: /c/)（tの軟音）で発音される。
- ガガウズ語

無声歯茎歯擦破擦音(IPA: /t͡s/)で発音される。

## 符号位置
| 大文字 | Unicode | JIS X 0213 | 文字参照       | 小文字 | Unicode | JIS X 0213 | 文字参照       | 備考 |
| ------ | ------- | ---------- | -------------- | ------ | ------- | ---------- | -------------- | ---- |
| Ţ      | U+0162  | 1-10-39    | &#x162; &#354; | ţ      | U+0163  | 1-10-55    | &#x163; &#355; |      |